# Pratibha L. Gai
Pratibha L. Gai est une scientifique, professeure et titulaire de la chaire de microscope électronique à l'université d'York au Royaume-Uni. Elle est spécialiste de microscopie électronique en transmission.

## Carrière scientifique
Titulaire d'un doctorat de physique de l'université de Cambridge au Royaume-Uni, Pratibha Gai a été éduquée en Inde où elle a obtenu un master à l'Indian Institute of Science. Après un programme post doctoral à l'université d'Oxford entre 1981 et 1988, elle a travaillé à DuPont aux États-Unis et a été professeur en science de la matière à l'université du Delaware aux États-Unis. Elle dirige le York JEOL Nanocentre au Royaume-Uni.
En 2009, elle parvient à concevoir le premier microscope électronique capable d'observer les réactions chimiques au niveau atomique. Cette méthode de visualisation permet d'observer pour la première fois les atomes de surface des catalyseurs.

## Prix et distinctions
- 2010: Médaille Gabor de la Royal Society[6],[7]

- 2013 : Lauréate pour l'Europe[8] du Prix L'Oréal-Unesco pour les femmes et la science[9],[10]